# Gerhard Kluchert
Gerhard Kluchert (* 30. August 1949 in Stuttgart) ist ein deutscher Erziehungswissenschaftler.

## Leben
Von 1968 bis 1973 absolvierte er ein Lehramtsstudium in den Fächern Geschichte und Deutsch an den Universitäten Stuttgart und Tübingen. Von 1978 bis 1982 war er Assistent in der Abteilung Neuere Geschichte am Historischen Institut der Universität Stuttgart. Nach der Promotion 1982 zum Dr. phil. und der Habilitation an der Philosophischen Fakultät IV der Humboldt-Universität zu Berlin 1994 ist er dort Privatdozent.
Seine thematische Schwerpunkte sind historische Bildungs- und Sozialisationsforschung, insbesondere: Geschichte der Schule, in Verbindung von schultheoretischen und schulhistorischen Perspektiven, unter Nutzung sozial- und kulturwissenschaftlicher Ansätze, Verhältnis von Schule, Familie und Peergroup in der Persönlichkeitsentwicklung, historische Mikroanalyse von Bildungsinstitutionen und Bildungsprozessen, zu diesem Zweck: Erschließung und Bearbeitung neuer Quellenbestände.

## Schriften (Auswahl)
- Geschichtsschreibung und Revolution. Die historischen Schriften von Karl Marx und Friedrich Engels 1846–1852. Stuttgart-Bad Cannstatt 1985, ISBN 3-7728-0897-2.
- Berlin, die Hauptstadt des vereinten Deutschlands. Tokio 1992, ISBN 4-8102-0658-0.
- mit Hellmut Becker: Die Bildung der Nation. Schule, Gesellschaft und Politik vom Kaiserreich zur Weimarer Republik. Stuttgart 1993, ISBN 3-608-91181-2.
- mit Achim Leschinsky: Zwischen zwei Diktaturen. Gespräche über die Schulzeit im Nationalsozialismus und in der SBZ, DDR. Weinheim 1997, ISBN 3-89271-752-4.